# Engelsmanplaat
Die Engelsmanplaat (friesisch: De Kalkman) ist ein Hochsand im Wattenmeer zwischen Ameland und Schiermonnikoog ungefähr vier Kilometer vor der Küste der Provinz Friesland. Sie hat eine Fläche von weniger als einem Quadratkilometer und ist mit kaum bewachsenen Dünen bedeckt. Von 1973 bis 1991 wurde sie vom Staatsbosbeheer verwaltet. Sie ist ein wichtiges Brut- und Rastgebiet für Vögel wie z. B. dem Sanderling (Calidris alba) und dem Alpenstrandläufer (Calidris alpina). Seit 1991 ist die Sandbank frei zugänglich und ein beliebtes Ziel für Wattwanderer und Wattenmeer-Segler.

## Geschichte
Im Laufe der Zeit hat sich die Engelsmanplaat stetig verändert. Um 1500 war sie einfach eine große Sandbank, aber im 19. Jahrhundert erodierte die Westseite stark. Die Erosion hat ihre Ursache in den zyklischen Veränderungen der Strömungen im Gatt zwischen Ameland und der Engelsmanplaat. Das Eindeichen der Lauwerszee hat profunden Einfluss auf Sandbänke und Untiefen zwischen Ameland und Schiermonnikoog. Seit 1985 erodiert auch die Ostküste der Insel, so dass die Insel voraussichtlich gegen Ende des 21. Jahrhunderts verschwunden sein wird.

## Namensgebung
Die Insel ist auch unter anderen Namen bekannt, wie Ingelsche Plaet, Langhe Sandt, 't Hooge Sandt, Hooghe Banc oder Jouerman. Die Bewohner Frieslands schließlich nennen sie De Kalkman.
Der heutige Name soll 1708 nach der Strandung eines Muschelfischer-Schiffes aus Schiermonnikoog entstanden sein, das dem Fischer Feye Willems Engelsman gehörte. Auf Ameland hingegen wird erzählt, dass dort bei einem Sturm ein englisches Schiff strandete und die ertrunkene Besatzung auch dort begraben wurde.